# Dziewięciornik (Wzgórza Włodzickie)
Dziewięciornik (Sławosz, niem. Neunheiten Berg, 613 m n.p.m.) – szczyt w południowo-zachodniej Polsce, w Sudetach Środkowych, w paśmie Wzgórz Włodzickich, w Gminie Nowa Ruda.